# KVC Ardooie
KVC Ardooie is een Belgische voetbalclub uit Ardooie. De club is aangesloten bij de KBVB met stamnummer 4257 en heeft wit-rood als kleuren. Ardooie speelt al zijn hele geschiedenis in de provinciale reeksen.

## Geschiedenis
Op 23 mei 1928 sloot de club VC Ardoye Sport aan bij de Belgische Voetbalbond, en kreeg er stamnummer 1199 toegekend. De club steeg het volgend decennium enkele reeksen. Bij het begin van de Tweede Wereldoorlog viel dit echter wat stil.
Halverwege de jaren 30 ontstond ook een tweede club. Die club speelde aanvankelijk bij de Vlaamse Voetbalbond, een bond die met de Belgische Voetbalbond concurreerde, maar sloot zich op 13 oktober 1944 uiteindelijk ook aan bij de KBVB als Ardos Ardooie. De club kreeg stamnummer 4142. Tijdens de oorlog begon ook een derde club, die als Den Eendracht bij het Katholiek Sportverbond aansloot.
In 1945 smolten alle clubs uiteindelijk samen. De nieuwe club werd VC Ardooie, dat aansloot bij de KBVB onder stamnummer 4257. De clubkleuren waren aanvankelijk mauve en geel.
De club bleef de daaropvolgende decennia in de provinciale reeksen spelen. Een goede periode kende men in 1963/64 en 1964/65, toen men twee jaar op rij kon promoveren en zo van Vierde naar Tweede Provinciale kon opklimmen. Daarna zakte men echter terug naar de laagste reeksen.
Dit werd herhaald in 1998/99 door via de eindronde door te stoten van Vierde naar Derde provinciale en door meteen ook kampioen te spelen in Derde in 1999/00. KVC zat toen opnieuw in Tweede provinciale. Een degradatie kon het jaar daarop niet vermeden worden. Nadien speelde KVC Ardooie jarenlang in Derde provinciale.
In het seizoen 2019/20 eindigde KVC als tweede, waardoor na een verblijf van negentien seizoenen in Derde provinciale promotie naar Tweede behaald werd. Door de schrapping van het seizoen 2020/21 vanwege de coronapandemie kon de club daar pas in het seizoen 2021/22 een echte start nemen. Toen de club in november 2021 naar de laatste plaats afgleed, nam trainer Filip Comptaert na vier seizoenen zelf ontslag. Hij werd opgevolgd door Pieter-Jan Ghyselen en KVC kon zich alsnog redden in Tweede provinciale. 
In het seizoen 2022/23 eindigde KVC als tweede en kon het, na winst in de eindronde, voor het eerst in haar geschiedenis promotie afdwingen naar Eerste provinciale.

## Resultaten
| Seizoen | Klasse | Klasse | Klasse | Klasse | Klasse | Klasse | Klasse | Klasse | Klasse | Reeks                                                    | Punten                                                   | Opmerkingen                                              |
|         | 1A     | 1B     | 1Am    | 2Am    | 3Am    | P.I    | P.II   | P.III  | P.IV   | Vanaf 2016-17 zijn er 3 nationale en 2 regionale niveaus | Vanaf 2016-17 zijn er 3 nationale en 2 regionale niveaus | Vanaf 2016-17 zijn er 3 nationale en 2 regionale niveaus |
| ------- | ------ | ------ | ------ | ------ | ------ | ------ | ------ | ------ | ------ | -------------------------------------------------------- | -------------------------------------------------------- | -------------------------------------------------------- |
| 2016/17 |        |        |        |        |        |        |        | 8      |        | Derde prov. W.-Vl. C                                     | 44                                                       |                                                          |
| 2017/18 |        |        |        |        |        |        |        | 8      |        | Derde prov. W.-Vl. C                                     | 40                                                       |                                                          |
| 2018/19 |        |        |        |        |        |        |        | 7      |        | Derde prov. W.-Vl. C                                     | 44                                                       |                                                          |
| 2019/20 |        |        |        |        |        |        |        | 2      |        | Derde prov. W.-Vl. C                                     | 61                                                       | seizoen vroegtijdig stopgezet wegens de Coronacrisis.    |
| 2020/21 |        |        |        |        |        |        | -      |        |        | Tweede prov. W.-Vl. B                                    | -                                                        | Geschrapt wegens de Coronacrisis.                        |
| 2021/22 |        |        |        |        |        |        | 13     |        |        | Tweede prov. W.-Vl. A                                    | 37                                                       |                                                          |
| 2022/23 |        |        |        |        |        |        | 2      |        |        | Tweede prov. W.-Vl. B                                    | 61                                                       | Promotie via eindronde.                                  |
| 2023/24 |        |        |        |        |        | 10     |        |        |        | Eerste prov. W.-Vl.                                      | 38                                                       |                                                          |
| 2024/25 |        |        |        |        |        | 10     |        |        |        | Eerste prov. W.-Vl.                                      | 33                                                       |                                                          |
| 2025/26 |        |        |        |        |        |        |        |        |        | Eerste prov. W.-Vl.                                      |                                                          |                                                          |

## Bekende oud-spelers
- Marc Degryse
- Jason Vandelannoite

## Trainers
- 2016-2017:  Gino De Craemer,  Luc Vanbrabandt[4][5]
- 2017-2018:  Luc Vanbrabandt,  Joris Vandewynckele[6]
- 2018-2019:  Filip Comptaert
- 2019-2020:  Filip Comptaert
- 2020-2021:  Filip Comptaert
- 2021-2022:  Filip Comptaert,  Pieter-Jan Ghyselen
- 2022-2023:  Pieter-Jan Ghyselen
- 2023-2024:  Pieter-Jan Ghyselen